# Bakeridesia notolophium
Bakeridesia notolophium là một loài thực vật có hoa trong họ Cẩm quỳ. Loài này được (A.Gray) Hochr. mô tả khoa học đầu tiên năm 1920.